# Algerische Maus
Die Algerische Maus (Mus spretus), die mitunter auch als Algerische Hausmaus oder Westliche Mediterrane Maus bezeichnet wird, ist ein Verwandter der Hausmaus (Mus musculus). Die Kleinsäuger aus der Familie der Langschwanzmäuse sind nach Angaben der IUCN nicht in ihrem Bestand gefährdet.

## Verbreitungsgebiet und Lebensraum

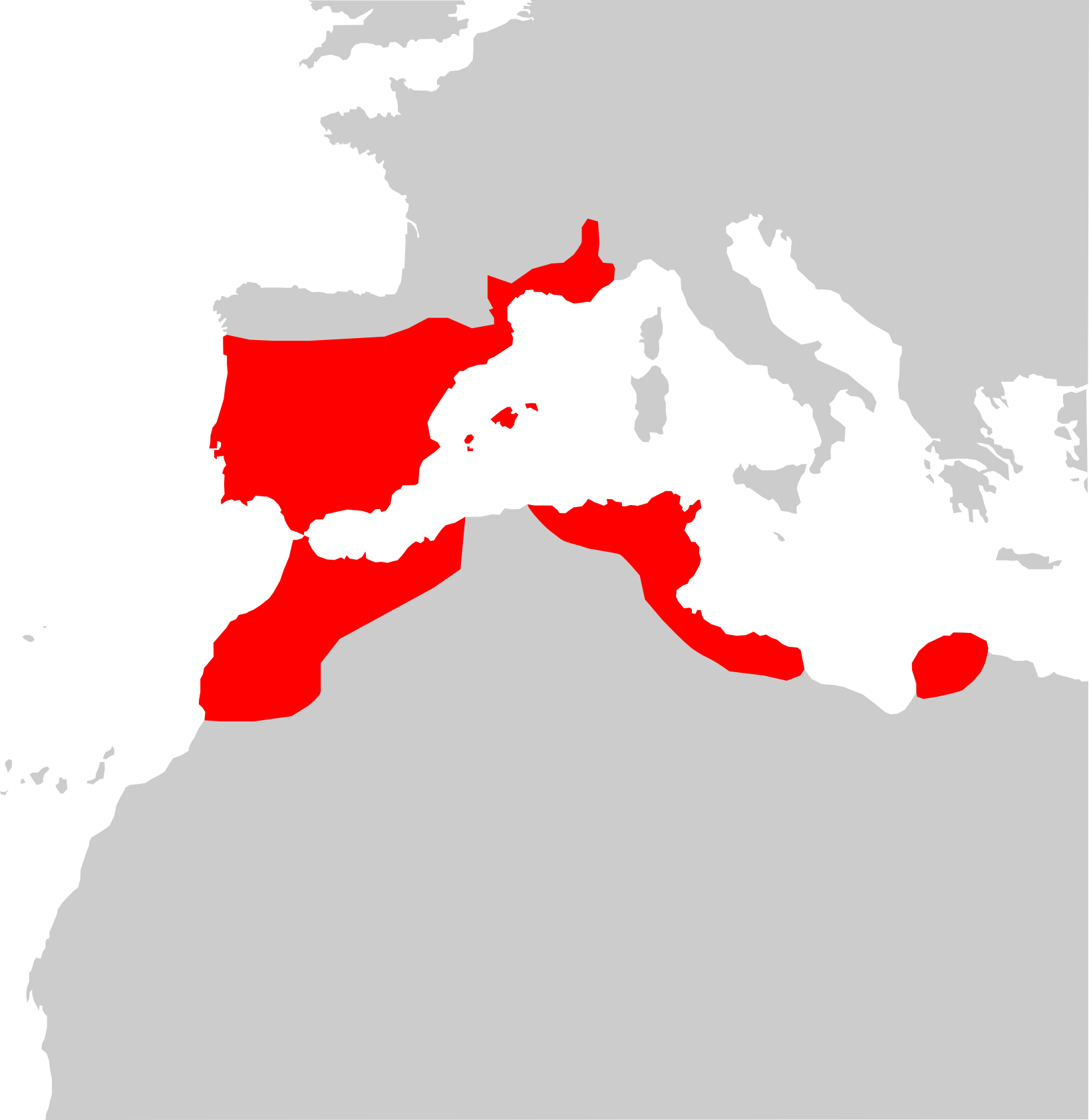
Das Verbreitungsgebiet der Algerischen Maus liegt nördlich und südlich des Mittelmeeres

Die Algerische Maus ist im westlichen Mittelmeerraum verbreitet und kommt in Nordafrika, in Marokko, Algerien und Tunesien und im nördlichen Libyen, sowie im südwestlichen Europa auf der Iberischen Halbinsel, den Balearischen Inseln und in Südfrankreich vor.
Als Lebensraum bevorzugen die kleinen Nagetiere offenes Gelände, daher sind sie häufige Bewohner von landwirtschaftlichen Nutzflächen, aber auch Grasland und Gärten. Um sich vor Feinden verstecken zu können, bevorzugt die Maus offenes Gelände mit Büschen oder hohem Gras. Der Kontakt zu Menschen wird in der Regel gemieden, es kam jedoch schon vor, dass verlassene Gebäude von den Mäusen bewohnt wurden.
In geeigneten Gebieten sind etwa drei bis 12 der Algerischen Mäuse pro Hektar anzutreffen. Da weder der Bestand noch der Lebensraum gefährdet sind, stufte die IUCN die Spezies bei der Erhebung 2016 als nicht gefährdet ein.

## Beschreibung
Algerische Mäuse erreichen eine Größe von 7,9 bis zu 9,3 Zentimetern und ein Gewicht zwischen 15 und 19 Gramm. Sie haben einen braunen Rücken, während das Fell auf der Unterseite weiß oder hellbeige ist. Die äußerliche Ähnlichkeit zur Hausmaus ist groß, wobei die Algerische Maus durch ihren kürzeren Schwanz auffällt.

## Lebensweise

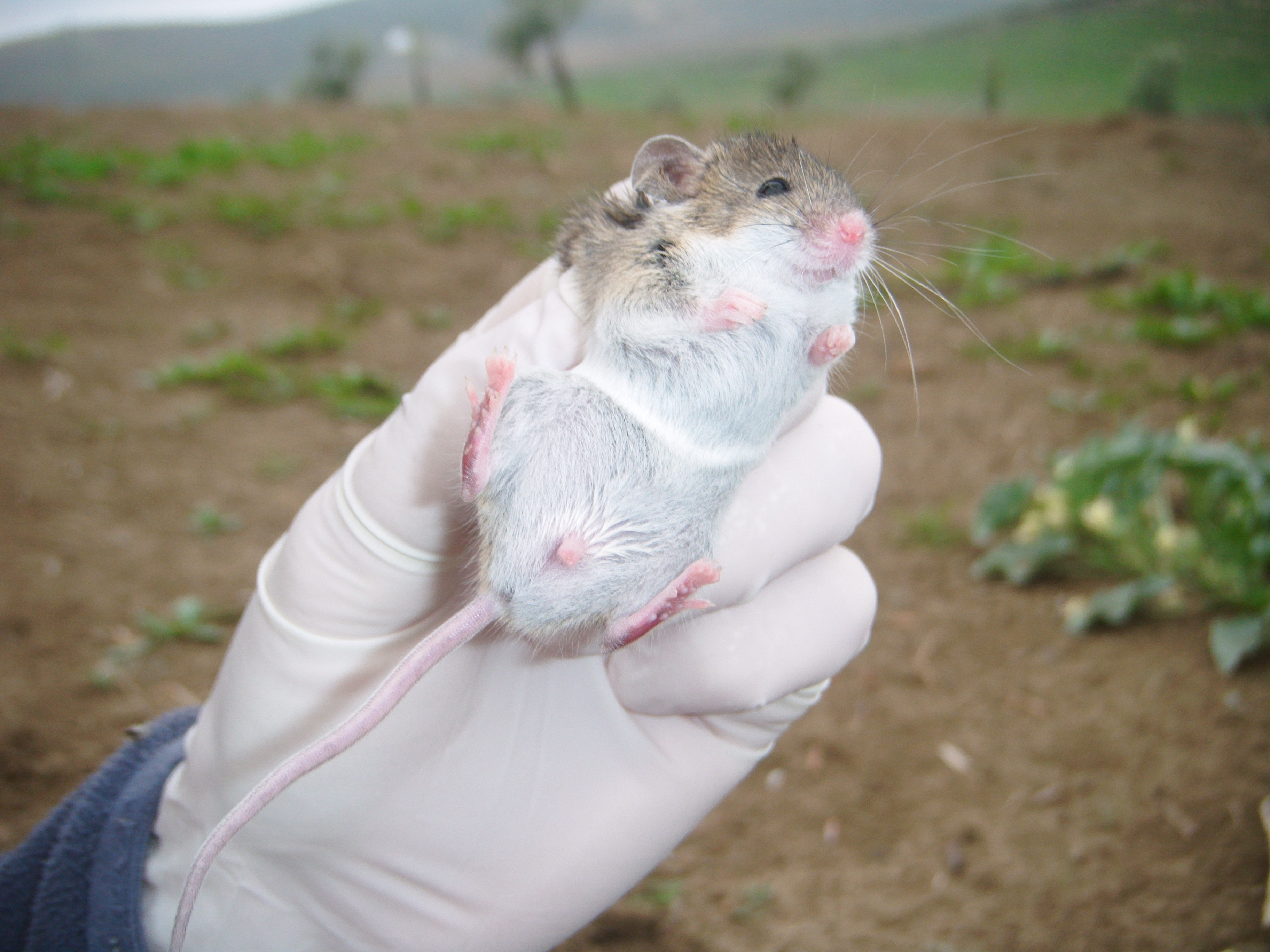
Die typische helle Unterseite der Algerischen Maus

### Allgemeines
Die Algerische Maus ist überwiegend nachtaktiv. Als Allesfresser nimmt sie sowohl Grassamen, als auch Früchte und Insekten zu sich. Sie kommt mit rund einem Drittel weniger Wasser aus, als die Hausmaus. Zu ihren Feinden zählen Raubtiere, Schlangen und Greifvögel.
Im Gegensatz zu nahen Verwandten, halten Algerische Mäuse ihr direktes Lebensumfeld sauber, indem sie ihren Kot entweder entfernen oder ihn im Boden vergraben.

### Fortpflanzung
Algerische Mäuse pflanzen sich von Januar bis November fort, wobei sie alle zwei Monate Nachkommen zur Welt bringen können. Im April und Mai bringen zahlreiche, ausgewachsene Tiere aus dem Vorjahr, nach einer Tragzeit von 19 bis 20 Tagen, ihren Nachwuchs zur Welt. Pro Wurf werden etwa zwei bis zehn Jungtiere geboren, wobei es im Durchschnitt meistens fünf nackte, blinde Mäusejunge sind. Ihr Fell beginnt sich nach zwei bis vier Tagen zu entwickeln und im Alter von zwölf bis 14 Tagen öffnen die Kleinen ihre Augen. Sie werden gesäugt und beginnen zusätzlich feste Nahrung zu sich zu nehmen, sobald sie sehen können. Nach drei oder vier Wochen bekommen sie keine Milch mehr von ihrer Mutter und verlassen bald darauf das Nest. Nach acht bis neun Wochen sind die Jungen ausgewachsen und können bereits im August oder September selbst Eltern werden. Ihre Lebenserwartung liegt bei etwa 15 Monaten.

## Erforschung
Vor rund 1,5 Millionen Jahren hat sich der Stammbaum der Algerischen Maus von dem der Hausmaus getrennt. Kreuzungen aus den beiden Arten sind in der Regel nicht fortpflanzungsfähig. Es ist Genetikern jedoch gelungen, einen genetischen Austausch durch in vitro Rekombination zu erzielen. So wird es möglich, Unterschiede zwischen einzelnen Mäusearten, sowie ihre genetischen Unterschiede genau aufzuzeichnen.
Durch eine genetische Disposition ist die Algerische Maus, im Gegensatz zur Hausmaus, von Natur aus gegen das Schädlingsbekämpfungsmittel Warfarin resistent. Diese Eigenschaft ist durch Verpaarung zum Teil auch auf Hausmäuse übergegangen, wie Forscher belegen konnten. Bei 16 von 50 untersuchten Hausmäusen wurde entsprechendes Erbgut, welches von der Algerischen Maus stammt und unempfindlich gegen das Gift macht, gefunden.